# Нестандартні амінокислоти
| Структурна формула селеноцистеїну                                  | Структурна формула цистеїну |
| Структурні формули селеноцистеїну (ліворуч) і цистеїну (праворуч). |                             |

Нестандартні амінокислоти — амінокислоти, виявлені в живих організмах, як у складі білків, так і вільних, які не входять до числа основних 20 амінокислот, що кодуються «стандартним» генетичним кодом. Нестандартні амінокислоти у складі білків можуть включаються до поліпептидного ланцюжка як під час трансляції (подібно до стандартних), так і утворюватися із стандартних амінокислот в результаті посттрансляційної модифікації, тобто додаткових ферментативних реакцій.
До числа амінокислот, що вставляються протягом трансляції, входять лише дві відомі амінокислоти: селеноцистеїн (знайдений у всіх основних групах живих організмів) і пірролізин (знайдений лише у деяких видів метаногенних архей, де вона використовується в ферментах, що розщеплюють метан). Ці амінокислоти, як і стандартні, мають відповідну їм тРНК, здібну приєднуватися до відповідного кодону. Селеноцистеїн кодується кодоном UGA, а пірролізин — кодоном UAG, оба зазвичай служать стоп-кодонами, проте за наявністю певних регуляторних послідовностей мРНК, можуть приєднувати відповідну тРНК і синтезувати нестандарні амінокислоти.
Переважна більшість нестандартних амінокислот не кодується безпосередньо в ДНК і мРНК, а створюються вже після трансляції. Прикладами амінокислот цієї групи є 4-гідроксипролін, 5-гідроксилізин, десмозин, N-метиллізин, цитрулін, гомоцистеїн, метильовані та фосфорильовані форми деяких стандартних амінокислот та інші. Процеси, що приводять до утворення цих амінокислот, можуть бути досить різними, крім того, може бути більше одного шляху утворення певної амінокислоти. Так, гомоцистеїн може утворюватися як з цистеїну в результаті транссірчаного шляху, так і з метіоніну в результаті деметилювання через проміжну стадію S-аденозил-метіоніну. Багато амінокислот модифікуються зворотно, за допомогою процесів фосфорилювання і метилювання, такі модифікації часто служать для зміни активності білка, що містить ці амінокислоти.
Багато нестандартних амінокислот не входять до складу білків, а використовуються незалежно. Прикладами таких амінокислот є лантіонін, 2-аміноізомасляна кислота, дегідроаланін, гамма-аміномасляна кислота (ГАМК), дофамін. Часто амінокислоти можуть зустрічатися як в білках, так і у вільному стані. Ці амінокислоти часто є посередниками в метаболічних шляхах та сигнальними молекулами — наприклад, орнітин і цитрулін беруть участь в циклі сечовини, частині катаболізму амінокислот. ГАМК і дофамін є нейротрансмітером і гормоном відповідно.